# Duits voetbalkampioenschap 1937/38
1937/38 was het 31ste Duitse voetbalkampioenschap ingericht door de DRL (Deutscher Reichsbund für Leibesübungen). Het was een verrassend kampioenschap, niet de abonnementskampioen 1. FC Nürnberg of de topclub van de laatste jaren Schalke 04 maar het Nedersaksische Hannover 96 won de titel. In de Gauliga Niedersachsen werd de club kampioen op basis van een beter doelsaldo dan VfL Osnabrück.

## Deelnemers aan de eindronde
| Club                    | Gekwalificeerd als                  |
| ----------------------- | ----------------------------------- |
| Yorck Boyen Insterburg  | Kampioen Gauliga Ostpreußen         |
| Stettiner SC            | Kampioen Gauliga Pommern            |
| Berliner SV 92          | Kampioen Gauliga Berlin-Brandenburg |
| Vorwärts RaSpo Gleiwitz | Kampioen Gauliga Schlesien          |
| BC Hartha               | Kampioen Gauliga Sachsen            |
| SV Dessau 05            | Kampioen Gauliga Mitte              |
| Hamburger SV            | Kampioen Gauliga Nordmark           |
| Hannover 96             | Kampioen Gauliga Niedersachsen      |
| FC Schalke 04           | Kampioen Gauliga Westfalen          |
| Fortuna Düsseldorf      | Kampioen Gauliga Niederrhein        |
| Alemannia Aachen        | Kampioen Gauliga Mittelrhein        |
| 1. Hanauer FC 1893      | Kampioen Gauliga Hessen             |
| Eintracht Frankfurt     | Kampioen Gauliga Südwest            |
| VfR Mannheim            | Kampioen Gauliga Baden              |
| VfB Stuttgart           | Kampioen Gauliga Württemberg        |
| 1. FC Nürnberg          | Kampioen Gauliga Bayern             |

Alemannia Aachen was aan de start van de eindronde kampioen van de Gauliga Mittelrhein. Via een protest kon SV Beuel 06 echter nog twee punten uit een verloren wedstrijd terugkrijgen zodat zij de titel binnen haalden, voor een deelname aan de eindronde was het echter te laat.

## Groepsfase

### Groep A
| Datum         | Teams               | Teams | Teams               | Uitslag   | Stadion                        |
| 27 maart 1938 | Stettiner SC        | –     | Y. B. Insterburg    | 1:0 (0:0) | Stettin, SSC-Platz             |
| 3 april 1938  | Hamburger SV        | –     | Stettiner SC        | 2:0 (1:0) | Hamburg, Rothenbaum            |
| 3 april 1938  | Y. B. Insterburg    | –     | Eintracht Frankfurt | 1:5 (1:2) | Insterburg, Stadion            |
| 15 april 1938 | Y. B. Insterburg    | –     | Hamburger SV        | 0:6 (0:2) | Insterburg, Stadion            |
| 15 april 1938 | Stettiner SC        | –     | Eintracht Frankfurt | 5:6 (1:2) | Stettin, Preußen-Platz         |
| 18 april 1938 | Stettiner SC        | –     | Hamburger SV        | 1:3 (1:2) | Stettin, SSC-Platz             |
| 24 april 1938 | Hamburger SV        | –     | Eintracht Frankfurt | 5:0 (3:0) | Hamburg, St. Hoheluft          |
| 24 april 1938 | Y. B. Insterburg    | –     | Stettiner SC        | 2:5 (1:1) | Insterburg, Stadion            |
| 30 april 1938 | Eintracht Frankfurt | –     | Stettiner SC        | 5:0 (1:0) | Frankfurt am Main, Waldstadion |
| 30 april 1938 | Hamburger SV        | –     | Y. B. Insterburg    | 3:1 (3:0) | Hamburg, Rothenbaum            |
| 8 mei 1938    | Eintracht Frankfurt | –     | Y. B. Insterburg    | 5:0 (3:0) | Frankfurt am Main, Waldstadion |
| 22 mei 1938   | Eintracht Frankfurt | –     | Hamburger SV        | 3:2 (1:1) | Frankfurt am Main, Waldstadion |

### Groep B
| Datum         | Teams          | Teams | Teams          | Uitslag   | Stadion                          |
| 20 maart 1938 | SV Dessau 05   | –     | Berliner SV 92 | 0:0 (0:0) | Dessau, Schillerpark             |
| 27 maart 1938 | VfR Mannheim   | –     | SV Dessau 05   | 6:1 (2:0) | Mannheim, Stadion                |
| 27 maart 1938 | Berliner SV 92 | –     | FC Schalke 04  | 1:1 (1:1) | Berlijn, Olympiastadion          |
| 3 april 1938  | Berliner SV 92 | –     | VfR Mannheim   | 3:1 (1:0) | Berlijn, Poststadion             |
| 15 april 1938 | SV Dessau 05   | –     | FC Schalke 04  | 0:6 (0:2) | Halle (Saale), Stadion           |
| 18 april 1938 | FC Schalke 04  | –     | VfR Mannheim   | 1:2 (0:0) | Gelsenkirchen, Glückauf-KB       |
| 24 april 1938 | VfR Mannheim   | –     | Berliner SV 92 | 3:2 (2:0) | Mannheim, Stadion                |
| 30 april 1938 | Berliner SV 92 | –     | SV Dessau 05   | 2:3 (0:1) | Berlijn, Poststadion             |
| 30 april 1938 | VfR Mannheim   | –     | FC Schalke 04  | 2:2 (1:2) | Mannheim, Stadion                |
| 8 mei 1938    | FC Schalke 04  | –     | Berliner SV 92 | 3:0 (2:0) | Gelsenkirchen, Glückauf-KB       |
| 8 mei 1938    | SV Dessau 05   | –     | VfR Mannheim   | 1:1 (0:1) | Dessau, Schillerpark             |
| 22 mei 1938   | FC Schalke 04  | –     | SV Dessau 05   | 6:1 (4:0) | Münster (Westfalen), Preußen-St. |

### Groep C
| Datum         | Teams              | Teams | Teams              | Uitslag   | Stadion                    |
| 13 maart 1938 | Vorwärts Gleiwitz  | –     | Fortuna Düsseldorf | 0:3 (0:1) | Gleiweitz, Stadion         |
| 20 maart 1938 | VfB Stuttgart      | –     | BC Hartha          | 1:1 (1:1) | Stuttgart, Adolf-Hitler-KB |
| 27 maart 1938 | Fortuna Düsseldorf | –     | VfB Stuttgart      | 3:0 (3:0) | Düsseldorf, Rheinstadion   |
| 27 maart 1938 | BC Hartha          | –     | Vorwärts Gleiwitz  | 2:2 (1:1) | Hartha, Stadion            |
| 3 april 1938  | VfB Stuttgart      | –     | Vorwärts Gleiwitz  | 7:1 (2:1) | Stuttgart, Adolf-Hitler-KB |
| 15 april 1938 | BC Hartha          | –     | Fortuna Düsseldorf | 1:1 (0:1) | Chemnitz, Stadion          |
| 15 april 1938 | Vorwärts Gleiwitz  | –     | VfB Stuttgart      | 0:5 (0:2) | Gleiwitz, Stadion          |
| 24 april 1938 | BC Hartha          | –     | VfB Stuttgart      | 2:1 (0:1) | Plauen, Stadion            |
| 30 april 1938 | Fortuna Düsseldorf | –     | BC Hartha          | 2:2 (1:2) | Oberhausen, Stadion        |
| 8 mei 1938    | Vorwärts Gleiwitz  | –     | BC Hartha          | 5:0 (1:0) | Gleiwitz, Jahnstadion      |
| 8 mei 1938    | VfB Stuttgart      | –     | Fortuna Düsseldorf | 0:2 (0:0) | Stuttgart, Adolf-Hitler-KB |
| 22 mei 1938   | Fortuna Düsseldorf | –     | Vorwärts Gleiwitz  | 3:1 (0:1) | Düsseldorf, Rheinstadion   |

### Groep D
| Datum         | Teams            | Teams | Teams            | Uitslag   | Stadion                    |
| 27 maart 1938 | 1. FC Nürnberg   | –     | Alemannia Aachen | 4:2 (2:0) | Neurenberg, Zerzabelshof   |
| 27 maart 1938 | Hannover 96      | –     | FC Hanau 93      | 1:0 (0:0) | Hannover, Radrennbahn      |
| 3 april 1938  | Hannover 96      | –     | 1. FC Nürnberg   | 2:1 (0:0) | Hannover, Hindenburg-KB    |
| 15 april 1938 | FC Hanau 93      | –     | Alemannia Aachen | 2:4 (2:2) | Hanau, Wilhelmsbad         |
| 18 april 1938 | FC Hanau 93      | –     | Hannover 96      | 1:3 (1:1) | Kassel, Kurhessen-Platz    |
| 18 april 1938 | Alemannia Aachen | –     | 1. FC Nürnberg   | 1:3 (0:2) | Aachen, Waldstadion        |
| 24 april 1938 | 1. FC Nürnberg   | –     | FC Hanau 93      | 2:1 (2:1) | Neurenberg, Zerzabelshof   |
| 30 april 1938 | Alemannia Aachen | –     | Hannover 96      | 1:2 (1:2) | Aachen, Waldstadion        |
| 8 mei 1938    | FC Hanau 93      | –     | 1. FC Nürnberg   | 1:4 (1:3) | Hanau, Wilhelmsbad         |
| 8 mei 1938    | Hannover 96      | –     | Alemannia Aachen | 6:1 (2:0) | Hannover, Hindenburg-KB    |
| 22 mei 1938   | 1. FC Nürnberg   | –     | Hannover 96      | 1:2 (1:1) | Neurenberg, Städt. Stadion |
| 22 mei 1938   | Alemannia Aachen | –     | FC Hanau 93      | 2:0 (2:0) | Aachen, Waldstadion        |

## Halve finale
| Datum       | Teams         | Teams | Teams              | Uitslag             | Stadion                       |
| 29 mei 1938 | FC Schalke 04 | –     | Fortuna Düsseldorf | 1:0 (1:0)           | Keulen, Müngersdorfer Stadion |
| 29 mei 1938 | Hannover 96   | –     | Hamburger SV       | 3:2 n.v. (0:2, 2:2) | Dresden, Am Ostragehege       |

## Wedstrijd om de derde plaats
| Datum        | Teams              | Teams | Teams        | Uitslag             | Stadion                 |
| 26 juni 1938 | Fortuna Düsseldorf | –     | Hamburger SV | 0:0 n.v. (0:0, 0:0) | Bremen, Kampfbahn       |
| 3 juli 1938  | Fortuna Düsseldorf | –     | Hamburger SV | 4:2 (2:0)           | Berlijn, Olympiastadion |

## Finale
| Datum        | Teams       | Teams | Teams         | Uitslag             | Stadion                 |
| 26 juni 1938 | Hannover 96 | –     | FC Schalke 04 | 3:3 n.v. (0:2, 3:3) | Berlijn, Olympiastadion |
| 3 juli 1938  | Hannover 96 | –     | FC Schalke 04 | 4:3 n.v. (1:1, 3:3) | Berlijn, Olympiastadion |

Er zaten bijna 93.000 toeschouwers in het Olympiastadion. Ernst Poertgen zette in de 29ste minuut een strafschop op en in de 35ste minuut dikte Ernst Kalwitzki de score nog aan. Kort na de rust maakte Richard Meng de aansluitingstreffer. In de 67ste minuut zette Poertgen Schalke ogenschijnlijk op rozen met de 1-3, maar na een eigendoelpunt van Rudolf Gellesch kwam Hannover weer dichterbij en in de 87ste minuut maakte Erich Meng de gelijkmaker. In de verlengingen werd niet meer gescoord waardoor een week later een replay gespeeld werd. 
Bij de replay zaten bijna 95.000 toeschouwers in het stadion. Na negen minuten maakte Richard Meng de eerste goal voor Hannover. In de 23ste minuut maakte Ernst Kuzorra de gelijkmaker. In de 69ste minuut zette hij Schalke ook op voorsprong, maar amper een minuut later bracht Richard Meng de score weer in evenwicht. Het werden drie dolle minuten want ook in de 71ste minuut kon Schalke opnieuw scoren, nu via Fritz Szepan. Twee minuten voor de reguliere speeltijd om was zette Johannes Jakobs een strafschop om en er kwamen opnieuw verlengingen. Erich Meng kon in de 117de minuut het winnende doelpunt maken voor Hannover, dat zo voor het eerst kampioen werd.